# Godeci
Godeci (în bulgară Годеч) este un oraș în partea de vest a Bulgariei. Aparține de  Obștina Godeci, Regiunea Sofia.

## Demografie
Componența etnică a orașului Godeci
     Bulgari (95,72%)
     Nicio identificare (3,81%)
     Altele (0,45%)
La recensământul din 2011, populația orașului Godeci era de 4.425 locuitori. Din punct de vedere etnic, majoritatea locuitorilor (95,72%) erau bulgari. Pentru 3,81% din locuitori nu este cunoscută apartenența etnică.